# Tuula Anneli Bjorkling
Tuula Anneli Björkling đến từ Phần Lan được trao danh hiệu Hoa hậu Quốc tế vào ngày 13 tháng 10 năm 1973 trong đêm chung kết được tổ chức tại trung tâm triển lãm thành phố Osaka, Nhật Bản.
Cô là người Phần Lan chiến thắng tại cuộc thi này. Tuula trước đó đã đại diện Phần Lan tại Hoa hậu Thế giới 1972 ở Luân Đôn, Vương quốc Anh lọt vào Top 7 và xếp thứ 6 chung cuộc. Cô cũng là hoa hậu Scandinavia 1973 trong cuộc thi được tổ chức tại 
Helsinki, Phần Lan.